# Bernard de Montfaucon
Bernard de Montfaucon (Soulatgé, 13 de enero de 1655 - Saint Germain des Prés, 21 de diciembre de 1741) fue un monje benedictino maurista francés, historiador, traductor, bibliógrafo, paleógrafo y editor de textos patrísticos. 

## Vida

### Primeros años
Nacido en el castillo de Soulatgé en el seno de una familia de la nobleza francesa, hizo sus primeros estudios en el colegio de la doctrina cristiana de Limoux, aunque poco después su padre Timoleon de Montfaucon le asignó un preceptor particular junto a sus hermanos en la residencia familiar del castillo de Roquetaillade, en cuya biblioteca se inició en el amor por la lectura. 
Destinado a la carrera militar, a los 17 años entró en el cuerpo de cadetes de Perpignan, y tras la muerte de su padre ese mismo año, entró como voluntario en el cuerpo de granaderos de Languedoc comandado por su pariente el marqués de Hautepoul, con el que participó en el ejército que el mariscal Turenne dirigía durante la guerra de Holanda. Aconsejado por el marqués, después de dos campañas abandonó la vida militar para volver a Roquetaillade, al tiempo de la muerte de su madre.

### Ingreso en religión
Fue admitido como novicio en el monasterio de la Daurade de Toulouse perteneciente a la congregación de San Mauro de la orden de San Benito, en la que profesó en 1676. Trasladado a la abadía de Soreze y después a la de Lagrasse, en cuyo retiro pasó ocho años instruyéndose en el estudio de la filosofía, teología, griego e historia. Sus primeras aportaciones al trabajo escolástico de la congregación fueron la corrección de las versiones latinas de los autores griegos, que llamaron la atención de Claude Martin: de Lagrasse fue trasladado a la abadía de Sainte-Croix de Burdeos, y de esta en 1687 a la de Blancs Manteaux cercana a París. 

### Primeras obras
Durante los diez años siguientes tradujo la regla monástica Typicum de Irene Ducaina, los tratados sobre medidas de Herón de Alejandría y la Logarique de Alejo I Comneno, que fueron incluidos en Analecta graeca, compuesta en colaboración con Antoine Pouget y Jacques Lopin; 
publicó una demostración de la autenticidad del Libro de Judit contra las tesis protestantes que negaban su valor canónico por la que recibió la felicitación del obispo Bossuet, 
y trabajó en la edición de las obras de San Atanasio que Dupin calificó como "una obra incomparable", al tiempo que aprendía hebreo, siríaco, samaritano, copto, algo de árabe y también numismática. 

### Viaje a Italia
La proyectada edición de las obras de San Juan Crisóstomo requería documentación que no estaba a su alcance en Francia, y así en mayo de 1698 Montfaucon partió hacia Italia junto con Paul Brioys para investigar en las bibliotecas de Milán, Módena, Venecia, Rávena, Bolonia, Florencia, Montecasino y sobre todo Roma, donde durante un breve periodo se desempeñó como procurador general de la congregación ante la corte papal de Clemente XI.  De esta época data un opúsculo escrito en defensa de la edición de Thomas Blampin de las obras de San Agustín que tan criticada fue por los jesuitas.

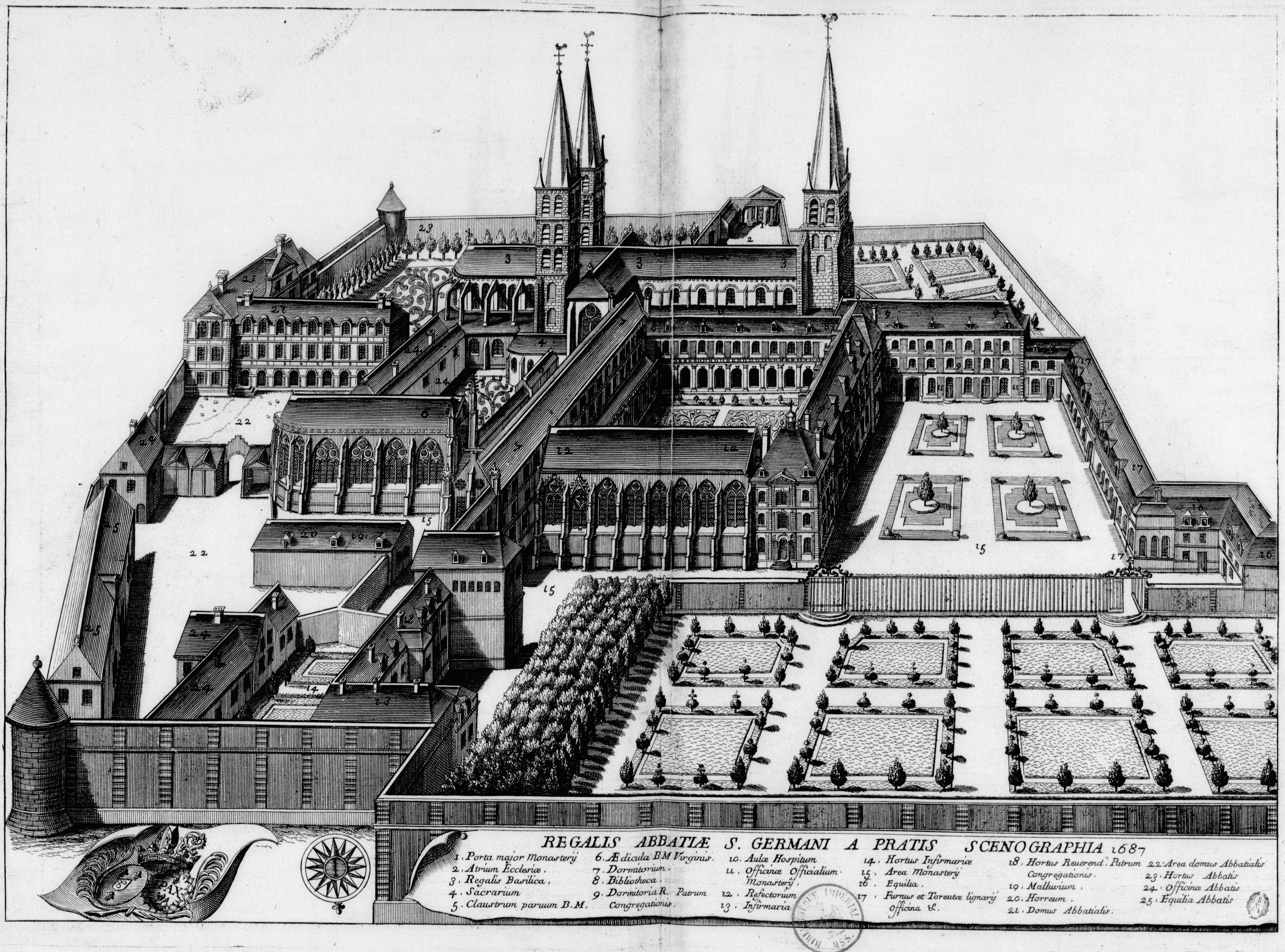
Saint-Germain-des-Prés.

### Consagración como escritor
En 1701 volvió a París y se estableció en la abadía de Saint-Germain-des-Prés, casa matriz de la congregación, que sería su residencia durante el resto de sus días. 
En una edad madura, con una sólida formación y amplia experiencia, apasionado por el estudio, constante en el trabajo, elocuente y de memoria prodigiosa, frugal en sus costumbres y con una salud de hierro, comenzó el periodo más fecundo de su vida rodeado por una cohorte de discípulos popularmente conocidos como "los bernardinos", entre los que se hallaban Martin Bouquet, Jacques Martin, Simon Mopinot, Claude de Vic, Joseph Vaissète, Charles de la Rue, Guillaume le Sueur, Vincent Thuillier o el Abate Prévost, y carteándose asiduamente con eruditos de toda Europa. 
La recopilación de sus trabajos italianos fue publicada al año siguiente de su regreso en Diarium Italicum; 
le siguieron la edición de las obras de Eusebio de Cesárea, en los que incluyó las de Cosmas Indicopleustes y algunos opúsculos de San Atanasio; 
un completo volumen titulado Palaeographia graeca sobre la escritura griega, su caligrafía, taquigrafía, fórmulas oficiales y diplomáticas, instrumentos, su evolución a lo largo de los siglos y el método para interpretar los manuscritos, que fue considerado el primer tratado sobre paleografía griega, equivalente al que para la lengua latina dejara escrito Jean Mabillon;
la traducción del libro de Filón de Alejandría sobre la vida contemplativa y un ensayo sobre si la comunidad de los terapeutas era cristiana o judía; 
la edición de los Hexapla de Orígenes; 
y el catálogo de los manuscritos griegos de la biblioteca del canciller Pierre Séguier, que habían pasado al obispo de Metz Henri Coislin.

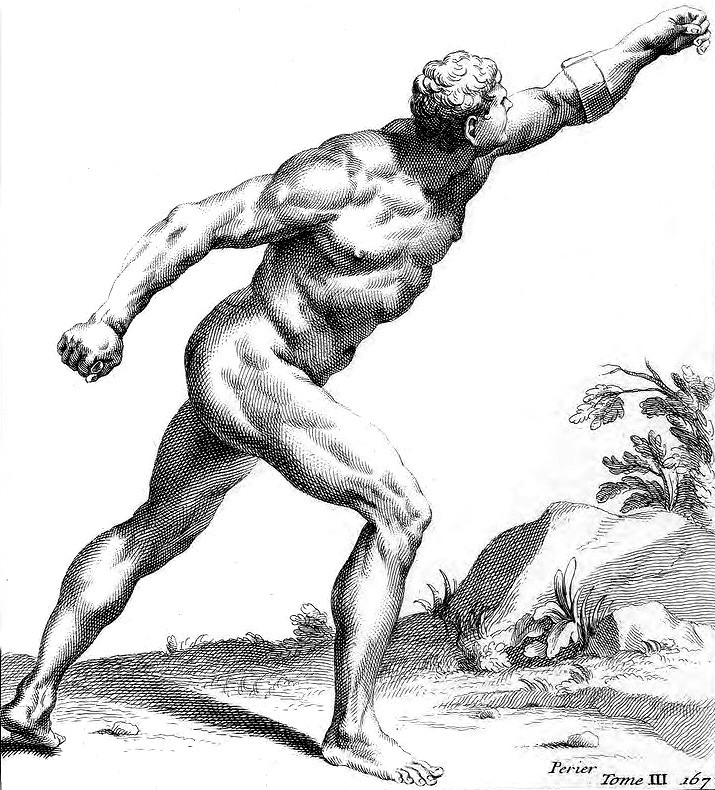
Luchador griego, en L'Antiquité expliquée.

En 1719 el duque de Orleans, regente durante la minoría de Luis XV, le hizo miembro honorario de la Academia de las inscripciones y lenguas antiguas en sustitución del difunto Michel Le Tellier, para la que escribió varios discursos y disertaciones breves sobre el uso de los papiros, 
el faro de Alejandría, 
cierto pasaje de Heródoto, 
antigüedades de Francia,
Roma, 
o Egipto, que fueron incluidas en las memorias literarias de la academia.
Continuó la edición de las obras completas de San Juan Crisóstomo, que había iniciado 30 años antes y tardaría todavía otros 20 en culminar; 
publicó su obra más extensa y curiosa: L'Antiquité expliquée et représentée en figures, 15 volúmenes preciosamente ilustrados en los que explicaba las costumbres, religión, ceremonias, juegos, armas, indumentarias, medidas, navegación, obras públicas y objetos de uso cotidiano de los antiguos griegos, romanos, egipcios y galos, que fue un éxito de ventas: la tirada de 1.800 ejemplares se agotó en dos meses; 
y a semejanza de ésta y como su continuación sacó Les monuments de la monarchie françoise, una historia de Francia desde los primeros tiempos hasta la época de Enrique IV que también incluía abundantes grabados.
Su última publicación fue un catálogo de todos los manuscritos conservados en las principales bibliotecas de Francia, Italia, Alemania e Inglaterra. 
En diciembre de 1741, con 86 años de edad, murió repentinamente dos días después de plantear ante la academia su plan para la continuación de la Monarchie françoise y la reedición del diccionario griego de Emilius Portus.

## Fuentes

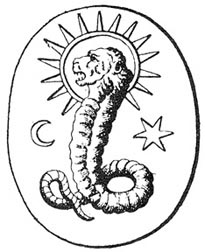
Abraxas, en L'Antiquité.

## Obras

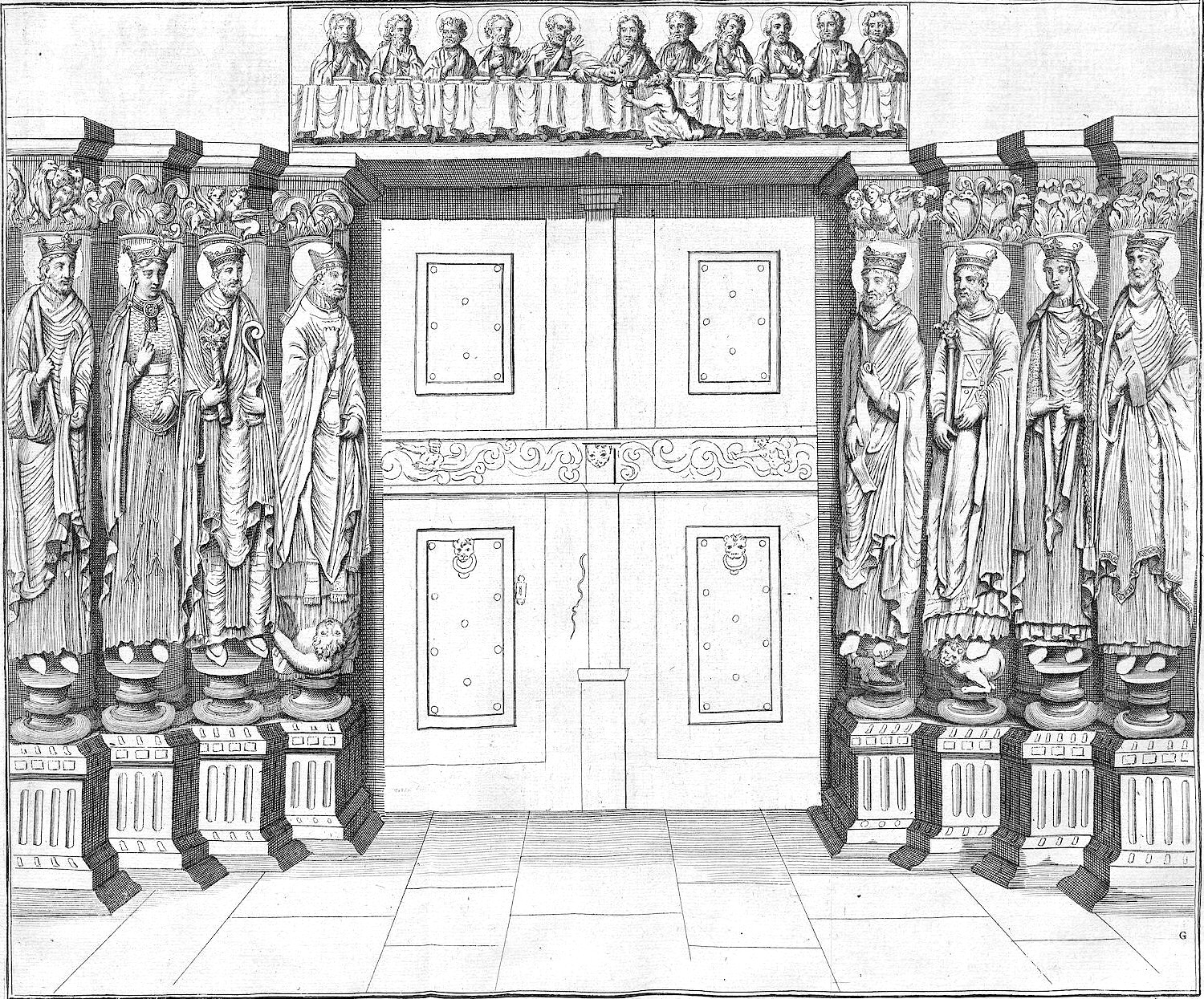
Portal de S. Germaine, en Les monuments de la monarchie françoise.

1. ↑  Analecta graeca, sive varia opuscula graeca hactenus non edita (1688).
2. ↑  La vérité de l'histoire de Judith (1690).
3. ↑  Sancti Patris nostri Athanasii archiep. Alexandrini opera omnia (1698), 3 vols.
4. ↑  Vindicias Editionis Sancti Augustini, a Benedictis adornata, adversus Epistolam Abbatis Germani (1699).
5. ↑  Diarium Italicum (1702).
6. ↑  Collectio nova patrum et scriptorum graecorum (1706), 2 vols.
7. ↑  Palaeographia graeca, sive De ortu et progressu literarum graecarum (1708).
8. ↑  Le Livre de Philon de la vie contemplative (1709).
9. ↑  Hexaplorum Origenis quae supersunt, multis partibus auctiora (1713), vol. I y vol. II.
10. ↑  
Bibliotheca Coisliniana, olim Segueriana (1715).
11. ↑  Dissertation sur la plante appelée papyrus, sur le papier d'Egypte, sur le papier de coton et sur celui (1720).
12. ↑  Dissertation sur le Phare d'Alexandrie, sur les autres Phares bâtis depuis, & particulierement sur celui de Boulogne sur Mer (1729).
13. ↑  Ecrit sur un passage d'Herodote, sur lequel s'eleva une dispute littéraire (1734).
14. ↑  Discours sur les monumens antiques: sur ceux de la ville de Paris & sur une Inscription trouvée au Bois de Vincennes (1734).
15. ↑  Les modes & les usages du siecle de Théodose-le-Grand & d'Arcadius son fils (1737).
16. ↑  Observations sur les anciennes divinités de l'Egypte & sur la dorure de quelques figures Egyptiennes (1738).
17. ↑  Sancti Joannis Chrysostomi opera omnia (1718-1738) 13 vols.
18. ↑  L'Antiquité expliquée et représentée en figures (1719-1724), 15 vols.
19. ↑  Les monuments de la monarchie françoise, qui comprenent l'histoire de France (1729-1733), 5 vols. y Trésor des antiquités de la couronne de France (1745), 2 vols.
20. ↑  Bibliotheca bibliothecarum manuscriptorum nova (1739), vol. I Archivado el 22 de septiembre de 2016 en Wayback Machine. y vol. II.